# Moisei (gmina)
Moisei – gmina w Rumunii, w okręgu Marmarosz. Obejmuje tylko jedną miejscowość Moisei. W 2011 roku liczyła 9264 mieszkańców.